# Sōichirō Yamamoto
Pour les articles homonymes, voir Yamamoto.
山本 崇一朗 (Yamamoto Sōichirō)
Œuvres principales
- Quand Takagi me taquine
- Kunoichi Tsubaki no Mune no Uchi (en)
- À quoi tu joues, Ayumu ?!

Sōichirō Yamamoto (山本 崇一朗, Yamamoto Sōichirō), né le 31 mai 1986 à Tonoshō, dans la préfecture de Kagawa, est un mangaka connu pour ses œuvres Quand Takagi me taquine, Kunoichi Tsubaki no Mune no Uchi (en) et À quoi tu joues, Ayumu ?!.

## Biographie
Sōichirō Yamamoto naît en 1986 à Tonoshō, sur l'île de Shōdoshima et y vit sa jeunesse, pendant laquelle il joue beaucoup aux jeux vidéo, dont Pokémon, et lit des mangas, comme Dragon Ball et JoJo's Bizarre Adventure. La ville devient plus tard le lieu où se déroule sa série principale Quand Takagi me taquine. Il est diplômé de l'université Kyoto Seika. Il remporte le prix Shōgakukan 2020 en catégorie Shōnen, ex-æquo avec Chainsaw Man de Tatsuki Fujimoto.

## Principales œuvres

### Manga
- Quand Takagi me taquine (からかい上手の高木さん, Karakai Jōzu no Takagi-san?), 2013 à 2023, Monthly Shōnen Sunday.
- Fudatsuki no Kyōko-chan (ja) (ふだつきのキョーコちゃん, Fudatsuki no Kyōko-chan?), 2013 à 2016, Monthly Shōnen Sunday.
- Ashita wa Doyōbi (あしたは土曜日, Ashita wa Doyōbi?), 2014 à 2015, Yomiuri Chūkōsei Shinbun (ja).
- Kunoichi Tsubaki no Mune no Uchi (en) (くノ一ツバキの胸の内, Kunoichi Tsubaki no Mune no Uchi?), 2018 à 2023, Monthly Shōnen Sunday.
- À quoi tu joues, Ayumu ?! (それでも歩は寄せてくる, Soredemo Ayumi wa Yosetekuru?), 2016 à 2023, Weekly Shōnen Magazine.
- Kaiju no Tokage (怪獣のトカゲ, Kaijū no Tokage?), 2019 à 2020, Bessatsu Shōnen Champion.
- Mane Mane Nichi Nichi (マネマネにちにち, Mane Mane Nichi Nichi?), depuis 2024, Monthly Shōnen Sunday.

### Recueils de nouvelles
- Koibumi - Nouvelles de Sōichirō Yamamoto (恋文-山本崇一朗短編集-, Koibumi - Yamamoto Takashi Ichirō tanhenshū -?), 2018, collection de courtes histoires publiées d'années antérieures, Monthly Shōnen Sunday.
- Romantic - Nouvelles (encore) de Sōichirō Yamamoto (ロマンチック-山本崇一朗（裏）短編集, Romanchikku - Yamamoto Takashi Ichirō (ura) tanhenshū?), 2018, collections d'histoires publiées et inédites d'années antérieures, Shōgakukan.

### One shots
- Romanchikku (ロマンチック, Romanchikku?), 2010, Monthly Ikki.
- Koibumi (恋文, Koibumi?), 2012, Monthly Shōnen Sunday.
- Machi ni Matta Otonari-san (まちにまったおとなりさん, Machi ni Matta Otonari-san?), 2013, Monthly Shōnen Sunday.
- Aruite Gekō (歩いて下校, Aruite Gekō?), 2013, Monthly Shōnen Sunday.
- Sasa ni Negai o (ササに願いを★, Sasa ni Negai o?), 2015, Weekly Young Magazine.
- Matsumoto Ēko wa Futsū no Ko (松本エーコは普通の子, Matsumoto Ēko wa Futsū no Ko?), 2016, Monthly Shōnen Sunday.
- Minarai Wicchi (みならいウィッチ, Minarai Wicchi?), 2016, Monthly Shōnen Sunday.
- Kaiju no Tokage (怪獣のトカゲ, Kaijū no Tokage?), 2016, Weekly Shōnen Champion.